# 馬納姆島

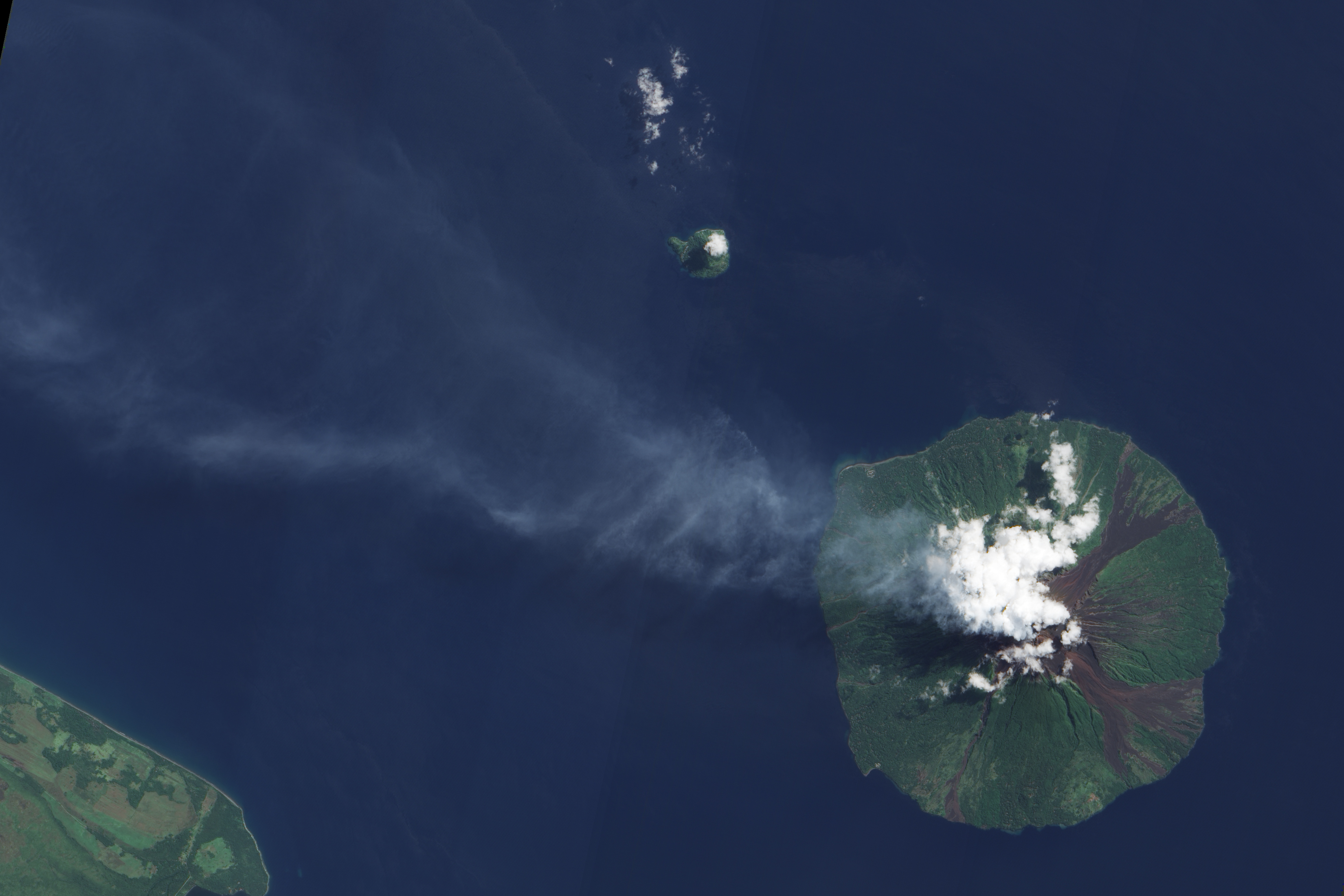

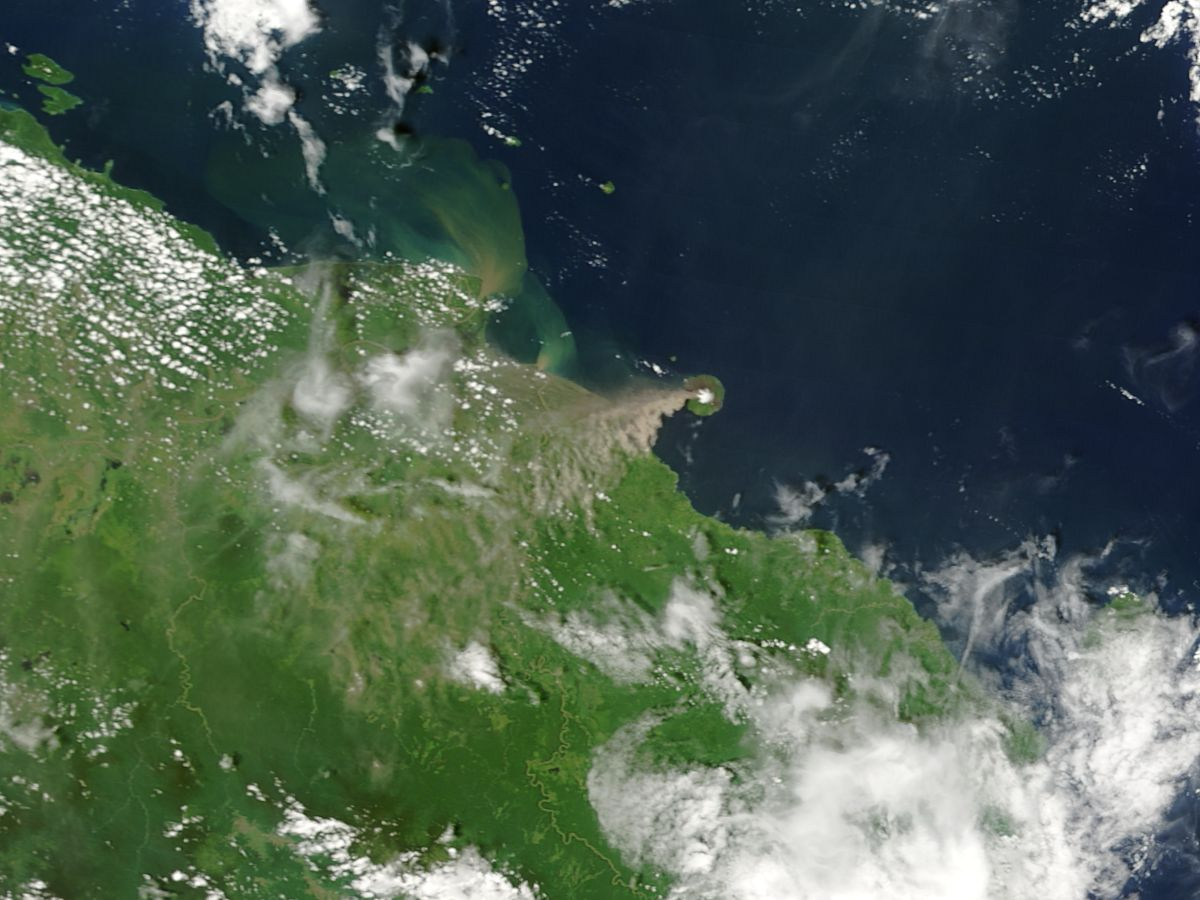

馬納姆島是巴布亞新畿內亞的火山島，位於俾斯麥海，由馬當省負責管轄，長10.5公里、寬10.3公里，面積83平方公里，最高點海拔高度1,807米，最近一次火山噴發在2022年3月8日發生，目前還無法得知火山噴發造成的傷亡。

## 外部連結
- http://www.radioaustralia.net.au/news/stories/s1876049.htm
- "Manam High Point, Papua New Guinea" on Peakbagger （页面存档备份，存于）